# Laps (Puy-de-Dôme)
Pour les articles homonymes, voir Laps.
Laps est une commune française située dans le département du Puy-de-Dôme, en région Auvergne-Rhône-Alpes. Elle fait partie de l'aire d'attraction de Clermont-Ferrand.

## Géographie
Laps est un petit village de 597 habitants (en 2022), divisé en plusieurs bourgs et hameaux (Benaud, les Moines, les Marandes, les Quayres). Son paysage fortement vallonnée offre à la vue des perspectives remarquables sur les différents villages et parties cultivées de la commune. L'espace naturel est essentiellement occupé par l'agriculture, l'élevage, ainsi que par des bois et taillis.
|               | Busséol |                        |
| Saint-Maurice | Laps    | Saint-Julien-de-Coppel |
| Vic-le-Comte  | Pignols | Sallèdes               |

### Climat
Pour des articles plus généraux, voir Climat d'Auvergne-Rhône-Alpes et Climat du Puy-de-Dôme.
En 2010, le climat de la commune est de type climat des marges montargnardes, selon une étude du Centre national de la recherche scientifique s'appuyant sur une série de données couvrant la période 1971-2000. En 2020, Météo-France publie une typologie des climats de la France métropolitaine dans laquelle la commune est exposée à un climat de montagne ou de marges de montagne et est dans la région climatique  Nord-est du Massif Central, caractérisée par une pluviométrie annuelle de 800 à 1 200 mm, bien répartie dans l’année. 
Pour la période 1971-2000, la température annuelle moyenne est de 10,3 °C, avec une amplitude thermique annuelle de 16 °C. Le cumul annuel moyen de précipitations est de 969 mm, avec 9,3 jours de précipitations en janvier et 7 jours en juillet. Pour la période 1991-2020, la température moyenne annuelle observée sur la station météorologique de Météo-France la plus proche, « Fayet-le-Château », sur la commune de Fayet-le-Château à 11 km à vol d'oiseau, est de 11,2 °C et le cumul annuel moyen de précipitations est de 889,9 mm,. Pour l'avenir, les paramètres climatiques de la commune estimés pour 2050 selon différents scénarios d'émission de gaz à effet de serre sont consultables sur un site dédié publié par Météo-France en novembre 2022.

## Urbanisme

### Typologie
Au 1er janvier 2024, Laps est catégorisée commune rurale à habitat dispersé, selon la nouvelle grille communale de densité à sept niveaux définie par l'Insee en 2022.
Elle est située hors unité urbaine. Par ailleurs la commune fait partie de l'aire d'attraction de Clermont-Ferrand, dont elle est une commune de la couronne,. Cette aire, qui regroupe 209 communes, est catégorisée dans les aires de 200 000 à moins de 700 000 habitants,.

### Occupation des sols
L'occupation des sols de la commune, telle qu'elle ressort de la base de données européenne d’occupation biophysique des sols Corine Land Cover (CLC), est marquée par l'importance des territoires agricoles (84,2 % en 2018), une proportion sensiblement équivalente à celle de 1990 (84,1 %). La répartition détaillée en 2018 est la suivante : terres arables (43,5 %), zones agricoles hétérogènes (30,6 %), forêts (15,7 %), prairies (10 %), mines, décharges et chantiers (0,1 %). L'évolution de l’occupation des sols de la commune et de ses infrastructures peut être observée sur les différentes représentations cartographiques du territoire : la carte de Cassini (XVIIIe siècle), la carte d'état-major (1820-1866) et les cartes ou photos aériennes de l'IGN pour la période actuelle (1950 à aujourd'hui).

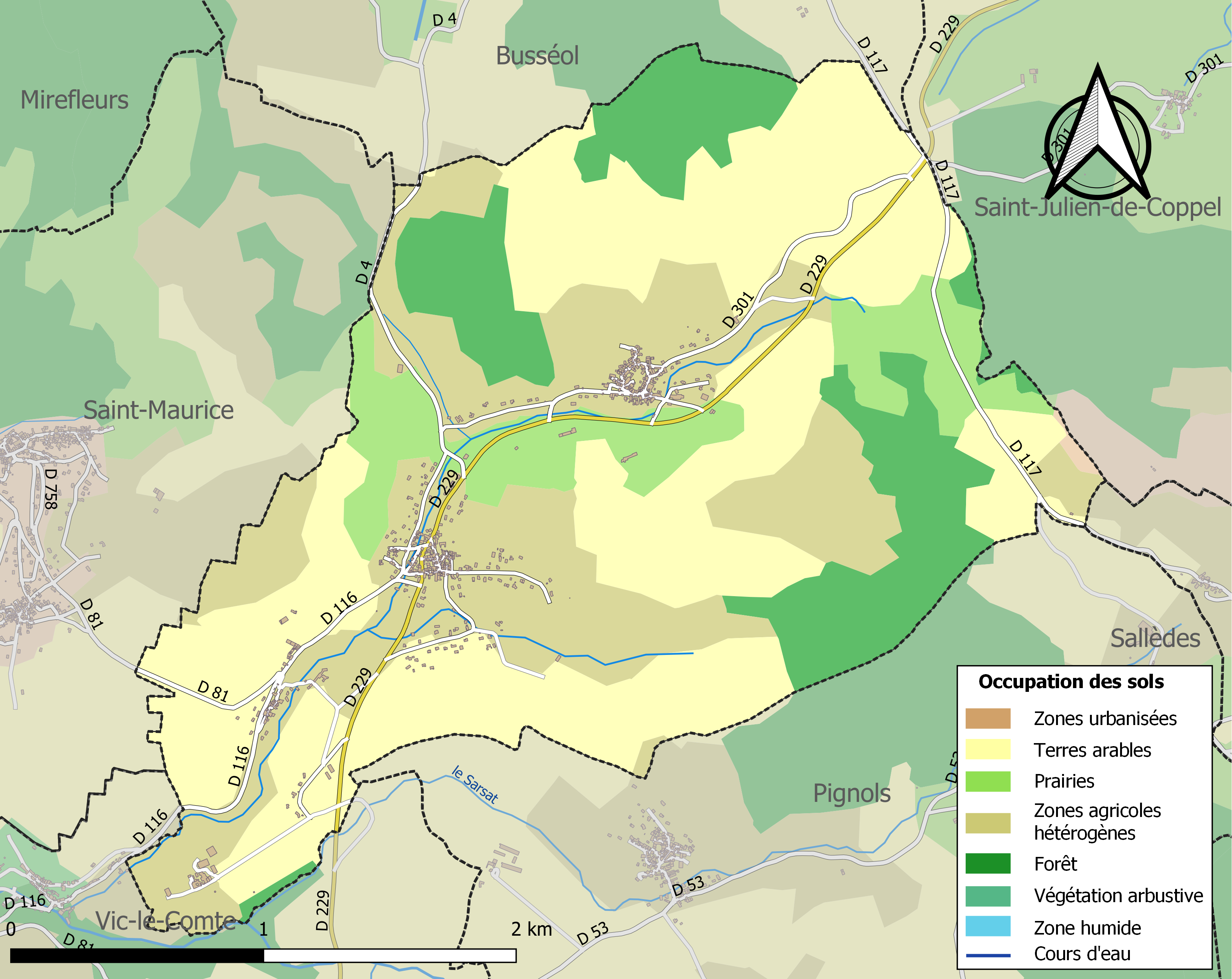
Carte des infrastructures et de l'occupation des sols de la commune en 2018 (CLC).

## Politique et administration

### Découpage territorial
La commune de Laps est membre de la communauté de communes Mond'Arverne Communauté, un établissement public de coopération intercommunale (EPCI) à fiscalité propre créé le 1er janvier 2017 siégeant à Veyre-Monton, et par ailleurs membre d'autres groupements intercommunaux. De 2002 à 2016, elle était membre de la communauté de communes Allier Comté Communauté.
Sur le plan administratif, elle est rattachée à l'arrondissement de Clermont-Ferrand, à la circonscription administrative de l'État du Puy-de-Dôme et à la région Auvergne-Rhône-Alpes.
Sur le plan électoral, elle dépend du canton de Vic-le-Comte pour l'élection des conseillers départementaux, depuis le redécoupage cantonal de 2014 entré en vigueur en 2015, et de la quatrième circonscription du Puy-de-Dôme pour les élections législatives, depuis le dernier découpage électoral de 2010.

### Élections municipales et communautaires

#### Élections de 2020
Le conseil municipal de Laps, commune de moins de 1 000 habitants, est élu au scrutin majoritaire plurinominal à deux tours avec candidatures isolées ou groupées et possibilité de panachage. Compte tenu de la population communale, le nombre de sièges à pourvoir lors des élections municipales de 2020 est de 15. La totalité des quinze candidats en lice est élue dès le premier tour, le 15 mars 2020, avec un taux de participation de 54,91 %.

#### Chronologie des maires
| Période                                  | Période                    | Identité                 | Étiquette | Qualité             |
| ---------------------------------------- | -------------------------- | ------------------------ | --------- | ------------------- |
| Les données manquantes sont à compléter. |                            |                          |           |                     |
| 1800                                     | 1814                       | François Dépailler       |           |                     |
| 1814                                     | 1823                       | Jacques Chanony          |           |                     |
| 1823                                     | 1831                       | Dépailler-Bertrand       |           |                     |
| 1831                                     | 1849                       | Joseph Dépailler-Petit   |           |                     |
| 1849                                     | 1871                       | François-Prosper Rougier |           |                     |
| 1871                                     | 1873                       | Michel Vacher            |           |                     |
| 1873                                     | 1882                       | François-Prosper Rougier |           |                     |
| 1882                                     | 1895                       | Michel Vacher            |           |                     |
| 1895                                     | 1900                       | Alexandre Flat-Besseyre  |           |                     |
| ...                                      | ...                        | ...                      | ...       | ...                 |
| mars 2008 (réélu en 2014 et en 2020)     | En cours (au 20 août 2020) | Philippe Chouvy          |           | Gérant d'entreprise |

## Population et société

### Démographie
L'évolution du nombre d'habitants est connue à travers les recensements de la population effectués dans la commune depuis 1793. Pour les communes de moins de 10 000 habitants, une enquête de recensement portant sur toute la population est réalisée tous les cinq ans, les populations de référence des années intermédiaires étant quant à elles estimées par interpolation ou extrapolation. Pour la commune, le premier recensement exhaustif entrant dans le cadre du nouveau dispositif a été réalisé en 2005.

En 2022, la commune comptait 597 habitants, en évolution de +0,17 % par rapport à 2016 (Puy-de-Dôme : +2,1 %, France hors Mayotte : +2,11 %).
| 1793 | 1800 | 1806 | 1821 | 1831 | 1836 | 1841 | 1846 | 1851 |
| ---- | ---- | ---- | ---- | ---- | ---- | ---- | ---- | ---- |
| 633  | 608  | 692  | 678  | 656  | 694  | 699  | 725  | 720  |

| 1856 | 1861 | 1866 | 1872 | 1876 | 1881 | 1886 | 1891 | 1896 |
| ---- | ---- | ---- | ---- | ---- | ---- | ---- | ---- | ---- |
| 700  | 662  | 655  | 613  | 596  | 584  | 557  | 540  | 513  |

| 1901 | 1906 | 1911 | 1921 | 1926 | 1931 | 1936 | 1946 | 1954 |
| ---- | ---- | ---- | ---- | ---- | ---- | ---- | ---- | ---- |
| 510  | 470  | 396  | 363  | 349  | 337  | 320  | 324  | 278  |

| 1962 | 1968 | 1975 | 1982 | 1990 | 1999 | 2005 | 2006 | 2010 |
| ---- | ---- | ---- | ---- | ---- | ---- | ---- | ---- | ---- |
| 231  | 298  | 298  | 355  | 428  | 497  | 533  | 537  | 558  |

| 2015 | 2020 | 2022 | - | - | - | - | - | - |
| ---- | ---- | ---- | - | - | - | - | - | - |
| 572  | 586  | 597  | - | - | - | - | - | - |

## Culture locale et patrimoine

### Lieux et monuments
- Château de Montfleury. Situé entre le bourg de Laps et Vic-le-Comte, dans le vallon du ruisseau de Laps, il remonte au XVIe siècle et a été remanié aux XVIIIe et XIXe siècles. Il a appartenu à la famille Amariton à partir du XVIIIe siècle, puis est passé par alliance à la famille de Vinols de Montfleury jusqu'au début du XXIe siècle.
- Château des Quayres, à la limite de Vic-le-Comte. Il a appartenu aussi aux Amariton au XVIIIe siècle.

### Personnalités liées à la commune
- Patrick Depailler dont les ancêtres paternels viennent de Benaud (Laps).
- Pinpin : vainqueur étape d'Auvergne trophée Andros féminin